# Orthocladius nivium
Orthocladius nivium är en tvåvingeart som först beskrevs av Jean-Jacques Kieffer 1924.  Orthocladius nivium ingår i släktet Orthocladius och familjen fjädermyggor.
Artens utbredningsområde är Tyskland. Inga underarter finns listade i Catalogue of Life.